# Слово жизни (объединение церквей)
«Слово жизни» (швед. Livets Ord, англ. Word of Life) — религиозная община, основанная в 1983 году и относящаяся к группе «Движение веры», также — международное объединение поместных пятидесятнических общин. На конфессиональном поле «Слово жизни» позиционионируют как протестантское движение умеренно-харизматического направления а также как неопятидесятническое движение.
В России церкви «Слово Жизни» объединены в «Ассоциацию церквей христиан веры евангельской „Церкви веры“». Ассоциация в свою очередь входит в «Российский объединённый союз христиан веры евангельской».

## Основание и развитие
Церковь основана в Уппсале, Швеция, пастором и теологом Ульфом Экманом 24 мая 1983 года. Сам Ульф Экман руководил церковью в качестве главного пастора до 2000 года, когда он сложил с себя этот пост, передав его Роберту Эку и начав работу в области расширения международного влияния церкви в частности и протестантизма в целом.
В России первым и основным центром развития является Московская церковь Слово жизни, провозглашённая Ульфом Экманом 10 сентября 1995 года. Становлению церкви «Слово жизни» в России посвящена книга Карла-Густава Северина «Народ, похитивший наши сердца». В июне 2013 года Ульф Экман передал служение старшего пастора церкви «Слово жизни» в Уппсале Иоакиму Люндквисту. В марте 2013 года ответственность за международную работу Ульф Экман передал пастору Кристиану Окерхиельму. Освободившись от всех постов в церкви, 9 марта 2014 года Ульф Экман объявил о переходе в католицизм. 12 марта 2014 года на Международном конгрессе «Слова жизни» в Эфесе, на собрании 440 пасторов из 30 стран, Кристиан Окерхиельм избран президентом Международного содружества «Слова жизни». Глава Централизованной религиозной организации «Ассоциация христиан веры евангельской (пятидесятников) “Церкви Веры”» - епископ Маттц-Ола Исхоел, пастор московской церкви "Слова жизни".

## Особенности учения

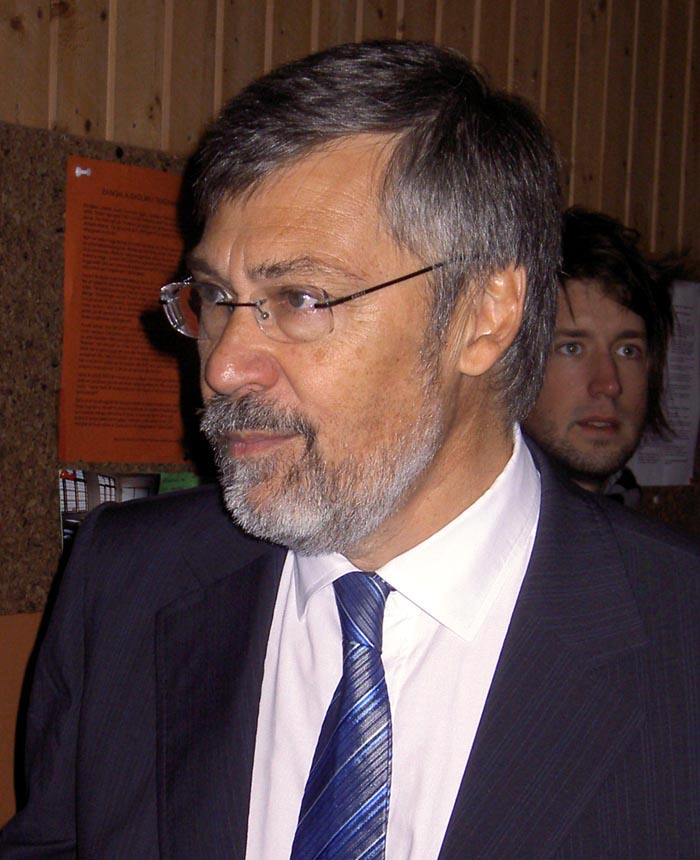
Основатель объединения церквей «Слово жизни» Ульф Экман

Учение церкви находится в русле традиционных христианских представлений. Церковь подчёркнуто стремится соответствовать Слову Божьему во всех деталях учения и применять на практике всё, о чём говорит Библия. Из особенностей теологического учения церкви «Слово жизни» можно отметить внимание к теме близкого личного общения каждого верующего с Богом. Эта особенность видна не только в учении церкви, но в ещё большей степени в текстах песен, поющихся на собраниях и являющихся для верующих одной из форм молитвы (например, DVD московской церкви «Слово жизни»: «Моё сердце» 2011  Видео, «Печать Твоей любви» 2010).
Особенностью учения является разностороннее описание отношений верующего христианина с Духом Святым, в том числе через служение Богу в церкви. Наиболее значимыми здесь выступают: библейское представление о «помазании» (греч. τò χρίσμα) (этой теме посвящены книги с одноимённым названием у Ульфа Экмана, Кеннета Хейгина и Бенни Хинна,); а также слова апостола Павла о «Дарах Духа» (1 Кор. 12:7-10). Тема «Даров Духа» имеет непосредственное отношение к самоидентификации церкви как «харизматической» (от греческого «χάρισμα», то есть «дар»).
Следует также отметить социальную направленность в теологическом учении: опираясь на ряд цитат из Библии, церковь выступает за уважение и поддержку гражданских властей (в основном отталкиваясь от доктринального учения современного протестантского теолога Джона Бивера, примером какового может послужить его книга «Награда за честь»). Однако это не помешало церкви в конце 2012 г. выступить против «Закона Димы Яковлева» в лице их Начальствующего епископа, члена Общественной палаты РФ С. В. Ряховского. «Слово жизни» противостоит влиянию на общество сексуальных меньшинств; церковь выступает против абортов, эвтаназии; пасторы этой христианской церкви выступают за полный отказ от спиртных напитков в жизни христианина . Отношение церкви к употреблению алкоголя  отражено в специальном разделе Официальных документов «Международного объединения «Слово Жизни» - "Совместное заявление «О трезвости»".
«Слово жизни» выступает за единство верующих: так, как минимум с 2001 года, на еженедельных воскресных богослужениях в Москве Православная церковь упоминалась только в положительном контексте. Проповеди в церкви часто обращены к практическим жизненным вопросам, таким, как отношение к трудным периодам в жизни человека, укреплению семьи, исцелению от болезней; одновременно с этим даётся информация о том, как именно на каждый конкретный вопрос отвечает Библия. К слову, тема исцеления, вопреки расхожему мнению, не является темой, на которой делается особый акцент. Тематику проповедей произносимых в московской церкви «Слова жизни» можно отследить в специальном разделе её сайта, либо на Официальном канале YouTube МРО БЦХВЕ «Слово жизни» где выкладываются проповеди церкви с сентября 2012 года .
Современные лидеры церкви не чужды анализу учения в своей церкви и его пересмотру; так, например, Ульф Экман неоднократно упоминал в проповедях и эссе о том, что он пересмотрел некоторые свои взгляды, в частности, в статье «Наша неизменная цель — пробуждение». В частности, церковь «Слово жизни» пересмотрела своё отношение к проповеди о финансовом преуспевании. Отношение церкви к финансам отражено в специальном разделе Официальных документов «Международного объединения «Слово Жизни» "Христианская этика", п.3  - "Деньги".

## Направления деятельности

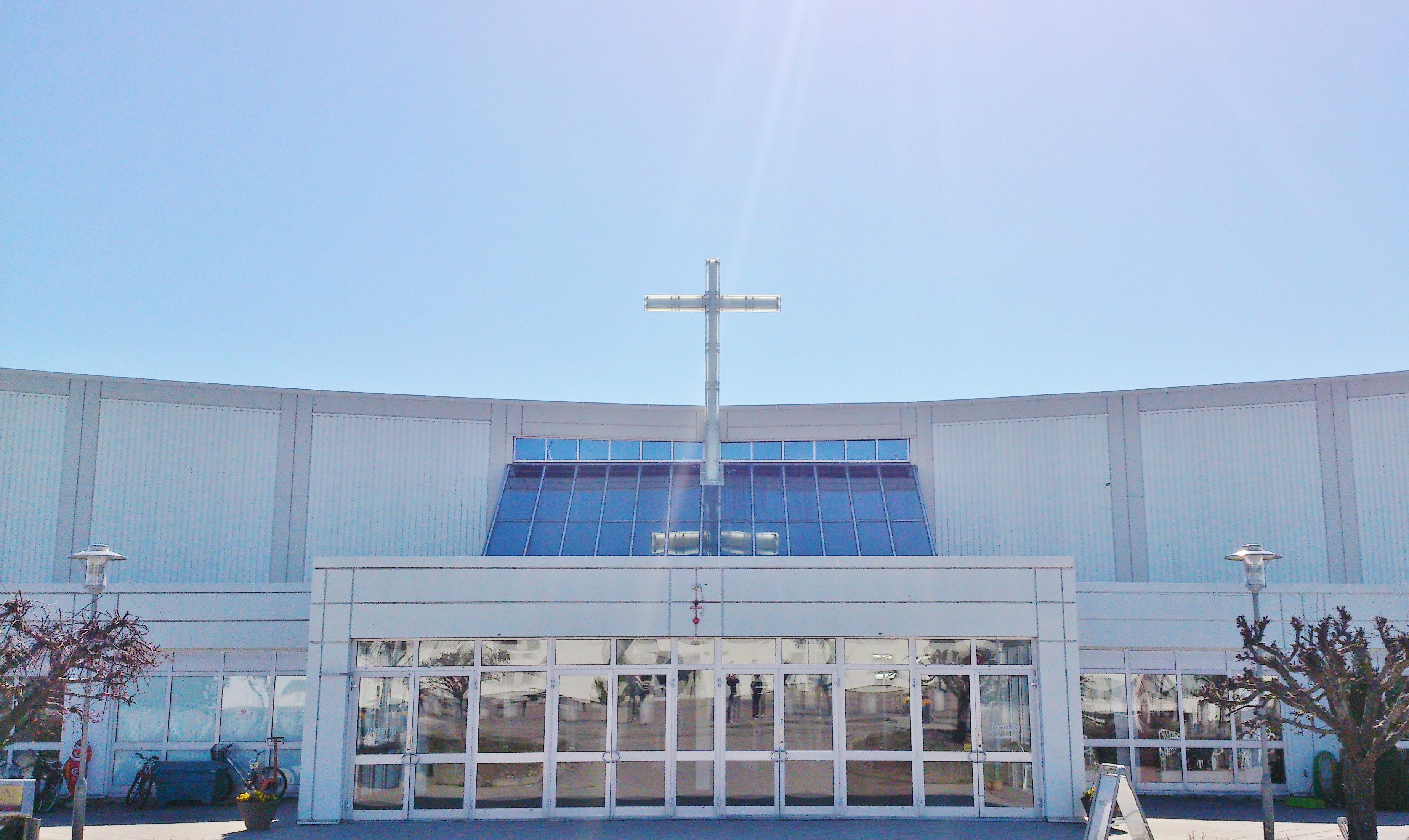
Здание церкви «Слово жизни», г.Уппсала, Швеция

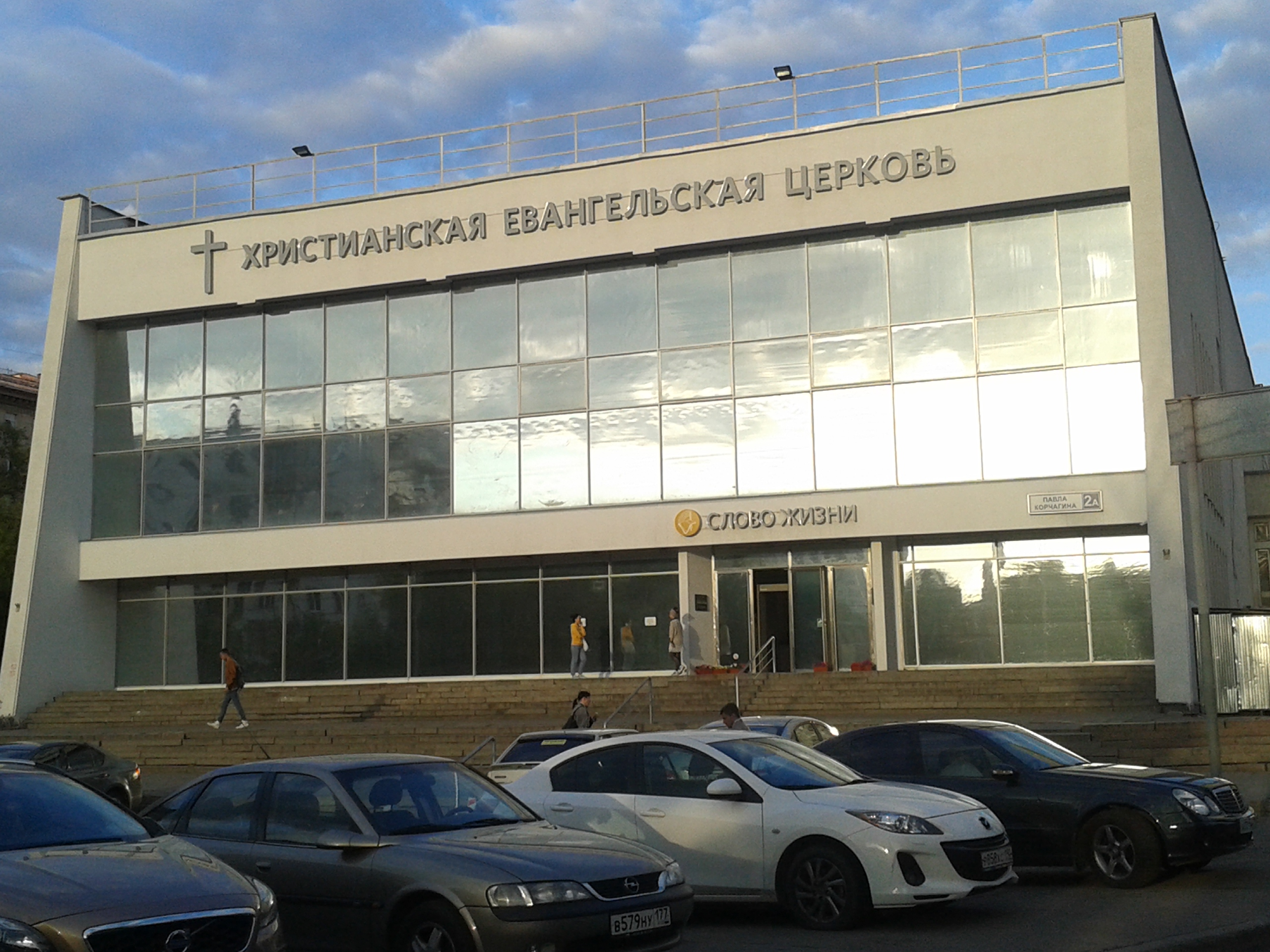
Здание церкви «Слово жизни», г.Москва

«Слово жизни» определяет себя как «современную церковь с древним посланием»: церкви стремятся внедрять христианские ценности в обществе. Примерами могут служить проводившийся в 2003—2013 гг. музыкальный фестиваль «Призван быть первым» (номинации: «рэп», «современный танец», «брэйкданс», «поп-музыка», «рок-музыка») В 2014-2018 гг. года фестиваль был расширен и преобразован в формат конференции «Creative For God» (направления: музыка, театр, медиа, искусство, стиль, спорт), организованные церковью и опирающиеся на библейские представления о морали и о грехе.
Объединение церквей «Слово жизни» осуществляет разностороннюю работу в сфере милосердия. Основная часть этой работы осуществляется не напрямую но инициируется верующими Объединения через учреждение и поддержку профильных общественных фондов. Эта работа в осуществляется в сферах: 
- Ребилитация алкозависимых;
- Реабилитация наркозависимых;
- Реабилитация и поддержка бездомных;
- Работа в детских домах;
- Работа в тюрьмах;
- Поддержка родителей детей с нарушениями в развитии;
- Поддержка женщин в сохранении беременности;
- Развитие инициатив по усыновлению детей;
- Мероприятия по оказанию помощи выпускникам детских домов в адаптации в окружающим их обществе;
- Поддержка пенсионеров и ветеранов. [27]

Кроме самих церковных собраний, церкви, там, где это возможно в соответствии с законодательством, обычно имеют частные детские сады, школы и т. д.
В начале 1990-х годов религиозная организация «Слово жизни» стала помогать евреям эмигрировать в Израиль через Швецию как страну-транзит. В 1993 году «Словом жизни» основана организация «Операция Жаботинский» (англ. «Operation Jabotinsky», в честь В. Е. Жаботинского) для оказания помощи евреям из бывшего Советского Союза. Штаб-квартира и координационный центр организации находится в Уппсале, но основная активность проявляется организацией на местах в странах, в первую очередь в СНГ и в Израиле. В России церковь Слово жизни участвует в строительстве мемориалов и памятников жертв Холокоста; помогает бывшим узникам концентрационных лагерей и гетто, снабжая их необходимыми лекарствами и оказывая другую благотворительную помощь.

## Стратегия
Имея широкий спектр направлений работы, одновременно, «Слово жизни» обладает также и центральной стратегией своей деятельности. Эта стратегия церкви обозначена в её видении:
- Снаряди Мой народ Словом веры,
- Покажи им духовное оружие,
- Научи их пользоваться этим оружием,
- Вышли их в победоносную битву для Господа.[30][31]

Этими словами определяются приоритеты в деятельности церкви: обучение, разносторонняя подготовка верующих и миссия благовестия. Курсы обучения и подготовки в церквях «Слова жизни» разнообразны, но исходными и фундаментальными среди них являются Библейские семинары, обучение в которой направлено на разностороннюю духовную и практическую подготовку верующих. Эти курсы 1 и 2-х годичные, второй год обучения направлен на подготовку миссионеров и пасторов. Многие верующие, по итогам обучения, принимают для себя решение начать личную миссионерскую практику, и, поддерживаемые церковью финансово, уезжают в регионы мира, где позиции как христианства в целом, так и протестантизма в частности, очень слабы — в первую очередь про-исламские регионы Кавказа и Средней Азии. О значении этих курсов говорит то, что в местах, рассматриваемых церковью как ключевые для своего развития, «Слово жизни» иногда сначала открывает Библейскую школу, вокруг которой формируется община, и только после открывает поместную церковь. Так это было в Москве, и так это происходит сейчас в Израиле.
В марте 2014 года на Международном конгрессе «Слова жизни» в Эфесе Кристианом Окерхиельмом были подчеркнуты пять стратегических направлений деятельности Слова жизни («ДНК Слова жизни»):
- Проповедовать Евангелие;
- Учить, проповедовать и практиковать веру;
- Учить о сверхъестественной жизни Святого Духа и жить этой жизнью;
- Совершать миссию;
- Искать единства со всем Божьим народом[11]. Помимо этих пунктов Кристиан также отметил важность позиции церкви по отношению к Израилю и социальную работу[11].

Миссионерская деятельность церквей «Слова жизни» разносторонняя, большое значение в ней придаётся благовестию в странах с традиционно не-христианским вероисповеданием. Среди этих регионов наибольшие результаты в количестве и численности открытых церквей достигнуты в Азербайджане, Таджикистане, Индии и во Вьетнаме.
Одновременно, миссионерская деятельность церквей «Слова жизни» имеет и свою стратегию, выражающуюся в приоритетном направлении распространения. Эти направления исходят из материнской церкви «Слова жизни» в Уппсале, Швеция и пролегают далее через различные страны на юг, сходясь в конечном итоге в Иерусалиме. Эта стратегия последовательно реализуется церковью: как упоминалось, «Слово жизни» было основано в Швеции в 1983 году; в начале 1990-х были открыты церкви в России и на Украине; затем миссионеры уже этих церквей открыли церкви в Таджикистане, Туркменистане, Азербайджане и в Армении, где поместная церковь в Ереване насчитывает сегодня более 8300 человек и имеет там 28 дочерних церквей. Сегодня один из приоритетов в миссии церквей «Слова жизни» — это Афганистан, где открыты подпольные церкви и Турция, армянскими миссионерами открыта церковь в Стамбуле.

## Структура объединения
Материнская церковь «Слова жизни» в гор. Уппсала, Швеция, предоставляет автономию поместным церквям. В местах, важных для церкви с точки зрения стратегического развития, образуются крупные поместные церкви, развивающие разностороннюю деятельность и имеющие ряд образовательных программ. Эти церкви имеют статус «центров» «Слова жизни»:
- Уппсала, Швеция  Старший пастор — Иоаким Люндквист
- Москва, Россия [41] Старший пастор — Маттс-Ола Исхоел является заместителем начальствующего епископа РОСХВЕ, ведет активную работу в рамках Союза.
- Санкт-Петербург, Россия  Старший пастор — Андрей Горновский
- Киев, Украина  Старший пастор — Владимир Гусев
- Одесса, Украина  Старший пастор - Андрей Бакала
- Ереван, Армения  [42] Старший пастор — Артур Симонян
- Нижневартовск, Сибирь [43] Старший пастор — Василий Витюк
- Баку, Азербайджан  Старший пастор церкви в Баку — Расим Халилов
- Душанбе, Центральная Азия

В России церкви «Слово жизни» юридически объединены в «Ассоциацию Христиан Веры Евангельской „Церкви веры“» Президент ассоциации церквей в России Маттс-Ола Исхоел. Ассоциация объединяет около 250 церквей (по собственным данным) и входит в Российский объединённый Союз христиан веры евангельской (пятидесятников) РОСХВЕ, начальствующий епископ — С. В. Ряховский. Головная организация ассоциации — Московская церковь «Слово жизни» объединяет, по собственным данным, около 4000 членов и располагается по адресу Москва, ул. Павла Корчагина, д.2а.
Другие крупные поместные церкви «Слова жизни» в России расположены: в Санкт-Петербурге , в Самаре, в Челябинске  Архивная копия от 2 декабря 2018 на Wayback Machine, в Калининграде [уточнить], в Иркутске , в Ростове-на-Дону , в Красноярске , в Калуге , в Улан-Удэ , в Сочи  в Пятигорске, во Владикавказе, во Владивостоке  

## География
- Церкви «Слова жизни» открыты также в следующих странах: в США[59],в Израиле, в Хайфе; в Грузии[60][61], в Казахстане[62], в Туркменистане[63], в Монголии[64], в Болгарии[65], в Молдавии[66], в Румынии[66], в Турции[66] и в Украине. И в Киргизии
- Миссионеры «Слова жизни» проповедуют евангелие также: в Абхазии, в Китае[38] в Малайзии[67], в Китае[68], в Белоруссии, в Словакии, В Камбодже[69] , в Сирии[38], в Иране[38], в Ираке[38], в Ливане[6]. В Индии (помимо миссионеров)[65] работает фонд Биргитты Экман (жены Ульфа Экмана) «Дети Индии»[70], осуществляющий детскую образовательную программу[71]. Официальный сайт служения "Дети Индии:[72].

## Критика
По данным Славянского правового центра практически везде, где открывались отделения «Слово жизни», на общины обрушивался град критики, в основном через каналы средств массовой информации и со стороны других, более ортодоксальных церквей.
Российская ассоциация центров изучения религии и сект (РАЦИРС), объединяющая региональные общественные организации, работающие по проблеме сектантства на территории постсоветского пространства, и возглавляемая Александром Дворкиным, включает организацию «Слово жизни» вместе с «Движением веры» в свой список наиболее известных тоталитарных сект и групп, обладающих значительным числом признаков таковых.
РАЦИРС приводит информацию о «Движении веры» и шведской организации «Слово жизни» из справочника «Религии и секты в современной России», в котором они характеризуются как «деструктивный культ псевдохристианской харизматической направленности с оккультным уклоном, оказывающий сильное влияние на психику адептов».

### Ответы на критику
- По информации Славянского правового центра, в октябре 2009 года администратор местной религиозной организации «Церковь христиан веры евангельской „Слово жизни“» в городе Саратове Л. Э. Адамия направила в Научно-консультативный совет при Министерстве юстиции Российской Федерации по изучению информационных материалов религиозного содержания на предмет выявления в них признаков экстремизма запрос о проведении экспертизы публикаций А. В. Кузьмина — руководителя Саратовского отделения «Центра религиоведческих исследований во имя священномученика Иринея Лионского», члена Совета по проведению государственной религиоведческой экспертизы при Минюсте России и главного редактора сайта www.anticekta.ru.[источник не указан 3131 день]

Л. Э. Адамия указывала, что публикации А. В. Кузьмина, на взгляд представителей «Слова жизни»,
… формируют о протестантской Церкви пятидесятнического направления «Слово жизни» искажённое представление как о страшной тоталитарной деструктивной секте, в которой лидеры являются мошенниками и преследуют лишь цели наживы, а также заинтересованы в организации политического переворота в стране.
По мнению Л. Э. Адамии, деятельность организации представляется в статьях А. В. Кузьмина как асоциальная, противоречащая культуре русского народа, изобилующая преступлениями против человека и общества в целом, в связи с чем Л. Э. Адамия просит провести экспертизу публикаций А. В. Кузьмина на предмет содержания в них признаков экстремизма.